# Gordon Bajnai
Gordon Bajnai, född 5 mars 1968 i Szeged i Ungern, är en ungersk affärsman och politiker. 
Han studerade ekonomi vid Budapesti Közgazdaságtudományi Egyetem där han tog examen 1991. I samband med en regeringskris våren 2009 då Ferenc Gyurcsány avgick som premiärminister och partiledare tillsattes en så kallad "expertregering" med Bajnai som regeringschef. Bajnai är opolitisk men står Ungerns socialistiska parti nära genom personliga kontakter. Under sin tid som premiärminister 2009-2010 hade han stöd i Ungerns parlament av Ungerns socialistiska parti och liberala SZDSZ. 